# Pijani angel
Pijani angel (japonsko 醉いどれ天使, Hepburn Yoidore Tenshi) je japonski dramski film iz leta 1948, ki ga je režiral in montiral Akira Kurosava ter zanj napisal tudi scenarij skupaj s Keinosukejem Ueguso. V glavnih vlogah nastopajo  Takaši Šimura, Toširo Mifune, Reizaburo Jamamoto in Noriko Sengoku. Mifune je znan po dolgoletnem sodelovanju s Kurosavo, saj je to prvi od šestnajstih njegovih filmov, v katerih je zaigral. Zgodba govori o zdravniku alkoholiku, ki zdravi ranjenega zločinca v povojni Japonski.
Film je bil premierno prikazan 27. aprila 1948.  Naletel je na dobre ocene kritikov in na Japonskem osvojil nagradi za najboljši film revije Kinema Junpo in Mainičijevo filmsko nagrado. Na strani Rotten Tomatoes ima oceno 93%. Mark Schilling ga je v svoji knjigi The Yakuza Movie Book : A Guide to Japanese Gangster Films označil kot prvi povojni prikaz jakuz, čeprav netipičen za ta žanr.

## Vloge
- Takaši Šimura kot dr. Sanada
- Toširo Mifune kot Macunaga
- Reisaburo Jamamoto kot Okada
- Mičijo Kogure kot Nanae
- Čieko Nakakita kot sestra Mijo
- Eitaro Šindo kot Takahama
- Noriko Sengoku kot Gin
- Šizuko Kasagi kot pevka
- Masao Šimizu kot Ojabun
- Jošiko Kuga kot šolarka